# 馮芳澤
馮芳澤，江蘇省太倉直隸州崇明縣人，清朝政治人物、進士出身。
光緒十二年（1886年），参加光緒丙戌科殿試，登進士二甲17名。同年五月，改翰林院庶吉士。光緒十五年四月，散館，授翰林院編修。